# 시드니 포이티어
시드니 포이티어 경(영어: Sir Sidney Poitier, KBE, 1927년 2월 20일~2022년 1월 6일)은 미국과 바하마의 배우, 영화 감독이다. 1964년에 《릴리 꽃의 밭》으로 아프리카계 미국인 최초로 아카데미 남우주연상을 받았다.

## 생애
마이애미에서 태어나 부모의 모국 바하마에서 자랐고, 17살 때 뉴욕으로 건너가 아메리칸 니그로 시어터(American Negro Theater)에서 연기 훈련을 하였다.
1958년작 《흑과 백》으로 BAFTA 남우주연상과 베를린 국제 영화제 연기부문 은곰상을 받는 등 활약하면서 두각을 나타냈다.
그는 주로 미국의 인종 갈등을 그린 영화에 많이 출연하였는데, 《노웨이 아웃》(1950), 《칠판 정글》(1955), 《도시의 끝》(1957), 《도전자》(1958), 《패치 어브 블루》(1965), 《저녁 초대》, 《밤의 열기 속으로》(1967) 등이 있다.
이외 출연 작품들로 《사랑하는 조국이여, 울어라》(1952), 《포기와 베스》(1959), 《언제나 마음은 태양(To Sir, with Love)》(1967), 《아이비의 사랑을 위하여》(1971) 등이 있다.
그의 감독 작품으로는 《버크와 설교자》(1971), 《스터크레이지》(1980) 등이 있다.
1997년부터 2007년까지 주일본 바하마 대사를 지내기도 했다.
2022년 1월 6일 로스앤젤레스의 자택에서 사망했다.

## 서훈
- 1974년 대영 제국 훈장 2등급(KBE, 작위급 훈장)[1]
- 2009년 대통령 자유 훈장

## 출연 작품
- 초대받지 않은 손님
- 25시의 추적